# Radio Hanoi

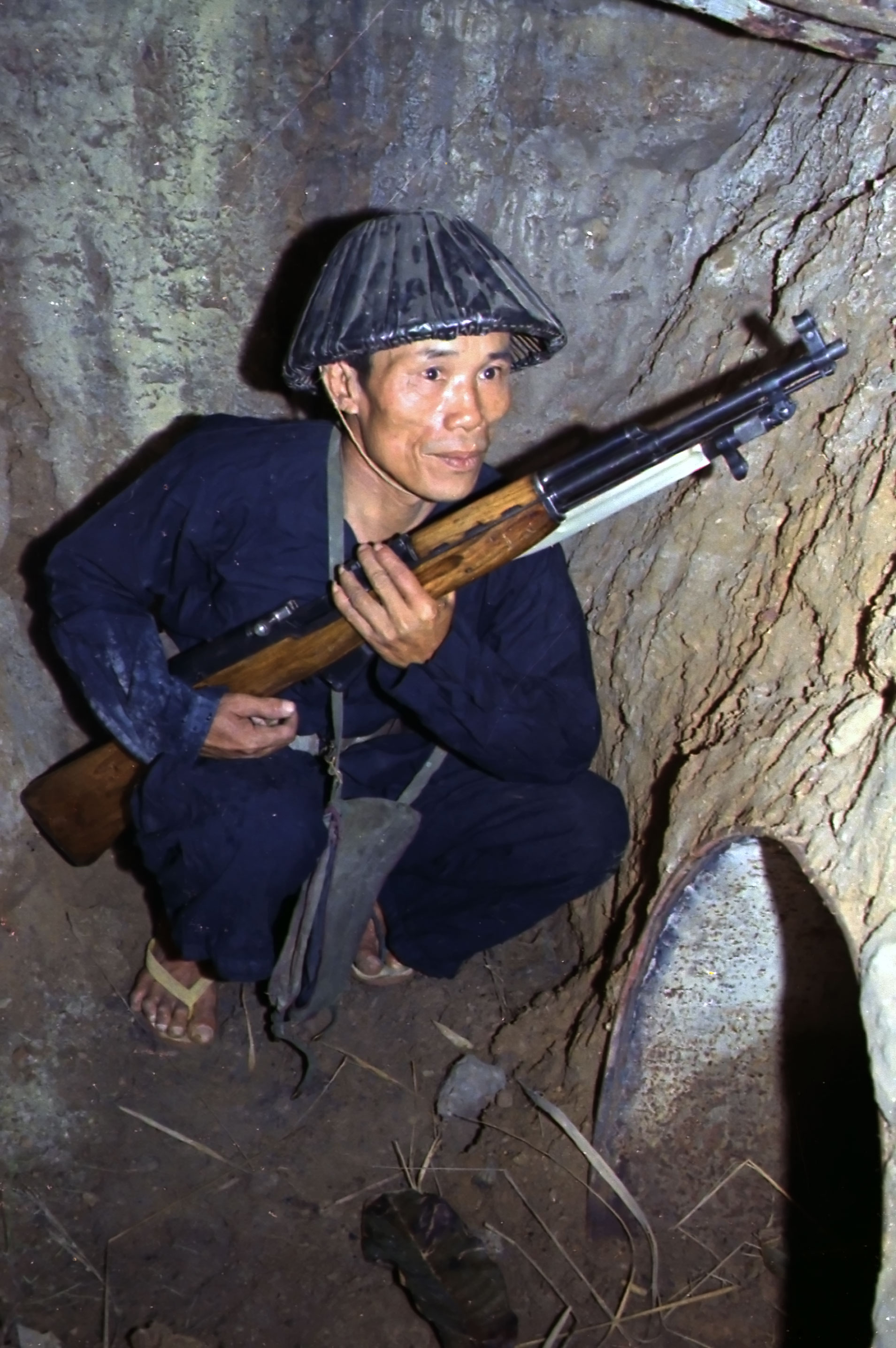
Soldado del Vietcong en un búnker sosteniendo una carabina soviética SKS, 1968

Radio Hanoi fue una emisora de radio vietnamita creada para la emisión de propaganda favorable a Vietnam del Norte, durante la guerra de Vietnam. Sus emisiones comenzaron en 1965 y continuaron diariamente hasta 1973. Sus emisiones estaban destinadas a ser oídas por los soldados estadounidenses.
El objetivo de las emisiones consistía básicamente en ofrecer todo tipo de contenidos que sirviesen para minar la moral de los soldados estadounidenses que combatían en el país. Ofrecían discursos de generales norvietnamitas como Võ Nguyên Giáp, anunciando la victoria de su bando. Narraban constantes consignas sobre la inmoralidad de la presencia estadounidense en la guerra, o sobre como los mandos les mentían sobre los avances, y como les ocultaban las derrotas.
Las narraciones más célebres fueron las de la locutora apodada como Hanoi Hannah. Sus mensajes, frecuentemente irónicos, ofrecían todo tipo de información que los soldados consideraban de espionaje: ofrecía las listas con los nombres de todos los soldados caídos o capturados. Trataba de infundir miedo a la tropa, nombrando por la radio las supuestas ubicaciones de las unidades, o incluso aportando datos de batallas que los soldados desconocían, haciéndoles saber que podrían estar siendo espiados. La locutora se convirtió en una celebridad entre la tropa, y llegó a ser temida por su omnisciencia.
La radio también emitía canciones de Estados Unidos de protesta contra la guerra de Vietnam, a la par que discursos para infundir nostalgia en los soldados para que volvieran a casa, o bien desertaran. Incluso contaron con un gran golpe de efecto, como fue la visita de 2 semanas que la actriz Jane Fonda realizó en agosto de 1972, donde realizó una proclama en la radio. Las críticas a la actriz, que visitó y se fotografió con tropas del Vietcong, le llevaron a ser duramente criticada en Estados Unidos, donde la llamaron traidora y fue apodada Hanoi Jane. 
La emisora cesó en sus emisiones tras la retirada de las tropas estadounidenses en 1973.